# Paratanais intermedius
Paratanais intermedius är en kräftdjursart som beskrevs av Masahiro Dojiri och Jürgen Sieg 1997. Paratanais intermedius ingår i släktet Paratanais och familjen Paratanaidae. Inga underarter finns listade i Catalogue of Life.